# امرأة نوح
امرأة نوح لم يثبت اسمها، ولكن قيل ان اسمها والهة وقيل واغلة وقيل نعمة. في القرآن يشار إليها بامرأة نوح. حسب الدين الإسلامي فإنها كافرة وماتت غرقا في الطوفان مع ابنها كنعان لأنه هو الأخر كان كافرًا ولأنهما رفضا ركوب السفينة.

## نسبها
هي واغلة أو نعمة بنت لامك بن متوشائيل بن مهويائيل بن عيراد بن خنوخ بن قابيل بن آدم أبي البشر.

## امرأة نوح في الإسلام
لقد ضرب الله بها مثلاً مع امرأة لوط في سورة التحريم حيث قال تعالى: ﴿ضَرَبَ اللَّهُ مَثَلًا لِلَّذِينَ كَفَرُوا امْرَأَةَ نُوحٍ وَامْرَأَةَ لُوطٍ كَانَتَا تَحْتَ عَبْدَيْنِ مِنْ عِبَادِنَا صَالِحَيْنِ فَخَانَتَاهُمَا فَلَمْ يُغْنِيَا عَنْهُمَا مِنَ اللَّهِ شَيْئًا وَقِيلَ ادْخُلَا النَّارَ مَعَ الدَّاخِلِينَ ۝١٠﴾ (سورة التحريم، الآيات 10).
فخانتاهما الخيانة الزوجية مستحيلة هذه بإجماع العلماء، هذه خيانة دعوة، أي زوجها نبي كريم، معه دعوة من خالق السماوات والأرض، الزوجة لم تؤمن بهذه الدعوة:

### نبذة
كانت خيانتها في الدين، وليس في الفاحشة، حيث كانت تسخر مع قومها الساخرين من نوح عليه السلام. قال تعالى: ﴿وَنَجَّيْنَاهُ وَأَهْلَهُ مِنَ الْكَرْبِ الْعَظِيمِ ۝٧٦﴾ (سورة الصافات، الآيات 76).
- كلمة { مِنَ ٱلْكَرْبِ ٱلْعَظِيمِ } [الصافات: 76] المراد: الغرق، والكرب هو: المكروه الذي لا تستطيع دفعه عن نفسك، ولا يدفعه عنك مَنْ حولك حين تستغيثُ بهم، فإنْ كان لك فيه حيلة للنجاة فلا يُسمَّى كَرْباً، ووَصْف الكرب هنا بأنه عظيم، لأنه جاء بحيث لا يملك أحدٌ دَفْعه، فالماء ينهمر من السماء، وتتفجَّر به الأرض، ويغطي قِمَمَ الجبال، فأين المفرُّ إذن؟

- وقوله:﴿ثُمَّ أَغْرَقْنَا الْآخَرِينَ ۝٨٢﴾ (سورة الصافات، الآيات 72). يعني: الكافرين. وكلمة (الأخِرِين) إهمالٌ لهم، واحتقارٌ لشأنهم.